# Michael O'Neill (futbolista)
Michael Andrew Martin O'Neill (nascut 5 jul 1969) és un entrenador de futbol i exfutbolista professional d'Irlanda del Nord que és actualment entrenador de la selecció nacional d'aquest país.
O'Neill va començar la seva carrera com a jugador en el club de la seva ciutat natal d'Irlanda del Nord, el Coleraine, abans de jugar per una sèrie de clubs a Anglaterra, Escòcia i els Estats Units, inclòs el Newcastle United FC, Dundee United, Hibernian FC, Wigan Athletic FC i Portland Timbers. Va ser internacional 31 vegades amb la seva selecció, en el qual va marcar quatre gols.
El seu primer paper directiu va ser amb el Brechin City, que va gestionar des 2006 al 2008, quan va acceptar el lloc de Shamrock Rovers. Després d'haver guanyat dos títols de la League of Ireland i el Setanta Cup amb el Rovers, va assumir com a seleccionador d'Irlanda del Nord el 2012. Amb O'Neill, Irlanda del Nord es va classificar per l'Euro 2016, el seu primer campionat europeu.